# Podocarpus matudae
Podocarpus matudae är en barrträdart som beskrevs av Cyrus Longworth Lundell. Podocarpus matudae ingår i släktet Podocarpus och familjen Podocarpaceae. IUCN kategoriserar arten globalt som nära hotad. Inga underarter finns listade i Catalogue of Life.

## Bildgalleri

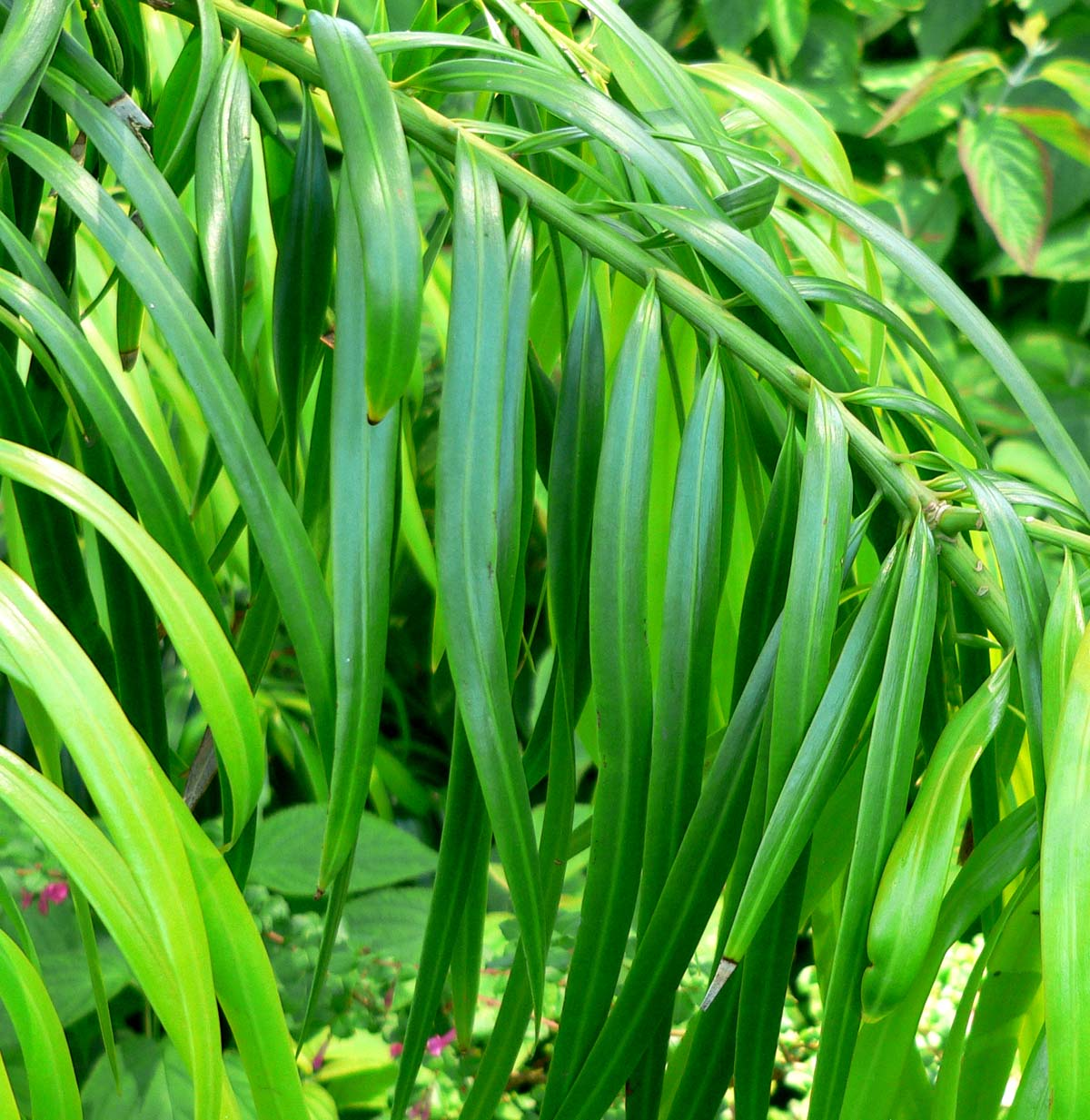
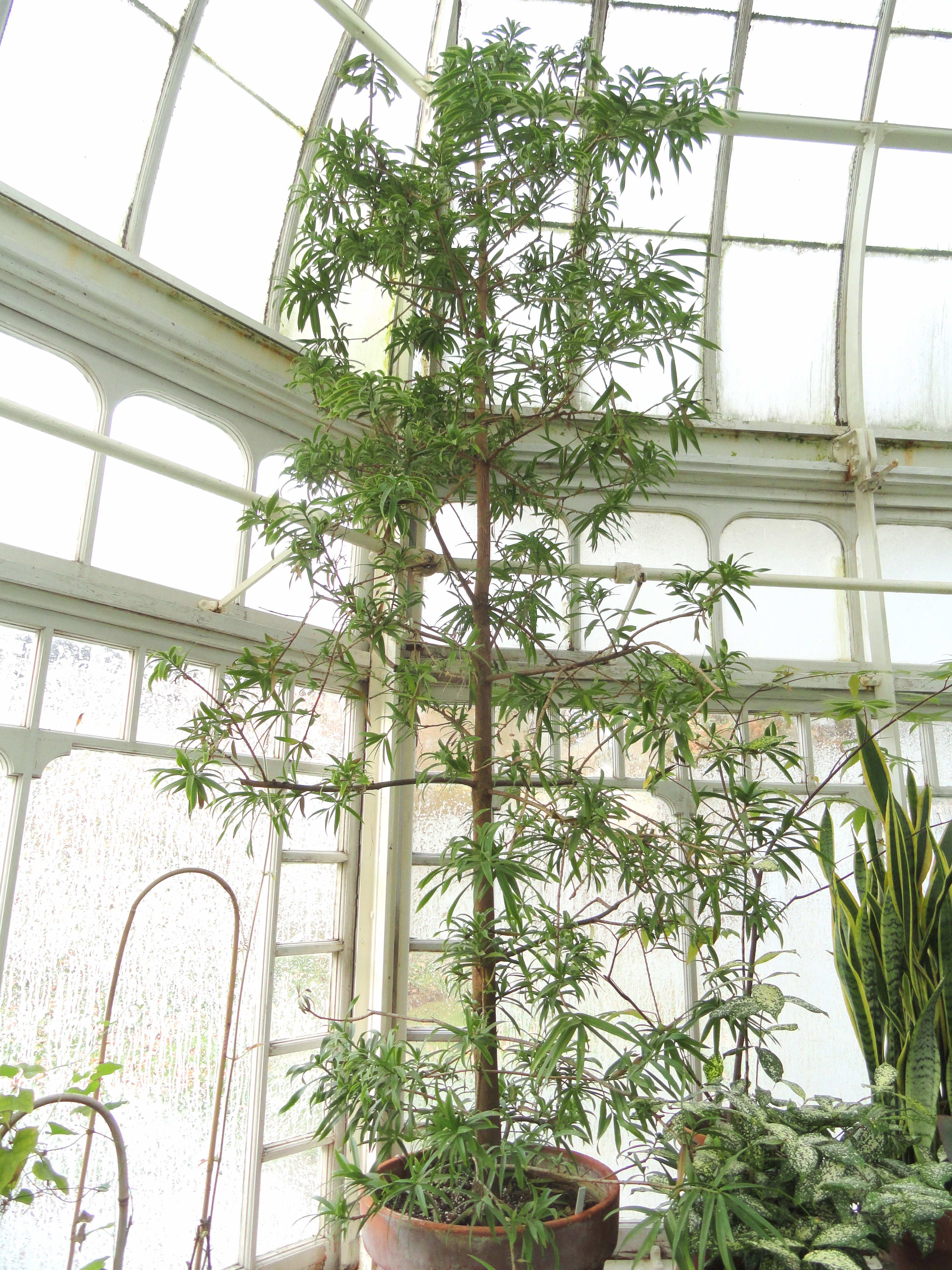